# 安藤組外伝 人斬り舎弟
「安藤組外伝 人斬り舎弟」（あんどうぐみがいでん ひときりしゃてい）は、1974年11月1日に公開されたアクション映画である。実録安藤組シリーズ第三作。
監督は中島貞夫。主演は安藤昇。

## 概要
安藤組の元幹部・花形敬の壮絶な生き方を描いた実録アクション映画である。花形を菅原文太が演じている。
予告編のBGMには「博徒外人部隊」、「実録安藤組 襲撃篇」の一部が使われている。

## キャスト
- 安藤昇：安藤昇
- 野田進一：梅宮辰夫
- 国分安夫：室田日出男
- 徳重晃：今井健二
- 橋本行雄：藤山浩二
- 滝昌典：土山登志幸
- 津吹哲也：渡瀬恒彦
- 堀口：前田吟
- 石戸：花田達
- 島野：亀山達也
- 谷崎：伊吹二郎
- 山藤：山本昌平
- 畑：畑中猛重
- 田波：はやみ竜次
- 赤井：桐島好夫
- 木谷孝：郷鍈治
- 中田：誠直也
- 北川：高月忠
- 平岡：須賀良
- 阿部：溝口久夫
- 君子：片桐夕子
- お蝶：真山知子
- 政代：森秋子
- 桂木夏子：岡田京子
- 歌手：久光久美子
- バーのママ：谷本小夜子
- ゲイバーのママ：マダム・ジョイ
- 林栄三：名和宏
- 南部喜一：小松方正
- 外島：成田三樹夫
- 人斬りジム：安岡力也
- 川上刑事：深江章喜
- 牧野刑事：八名信夫
- 竹内巡査：近藤宏
- 小西巡査：伊達弘
- 刑事：河合絃司
- 小山：宮地謙吾
- 医者：相馬剛三
- 木谷の母：初井言榮
- マネージャー：佐藤晟也
- 刑事：木川哲也、山田光一、山浦栄、五野上力
- ボーイ：木村修
- タクシー運転手：久地明
- 看守：佐川二郎
- 小沢吾郎：日尾孝司
- 竹井：沢田浩二
- 中尾刑事：大泉公孝
- 野田の舎弟：工藤武
- チンピラ：高島志敏、幸英二、西本良治郎
- 安藤組組員：城春樹、横山繁、清水照夫
- 美原亮三
- 日向謙（モデル : 花形敬)：菅原文太

## スタッフ
- 監督：中島貞夫
- 企画・原作：安藤昇
- 企画：吉田達
- 脚本：松田寛夫
- 撮影：仲沢半次郎
- 美術：藤田博
- 音楽：広瀬健次郎
- 録音：内田陽造
- 照明：大野忠三郎
- 編集：田中修
- 助監督：福湯通夫
- スチール：藤井善男

## 併映作
- ザ・カラテ2
- 主演：山下タダシ
- 監督：野田幸男